# Landmark (Arkansas)
Landmark es un lugar designado por el censo ubicado en el condado de Pulaski en el estado estadounidense de Arkansas. En el Censo de 2010 tenía una población de 3555 habitantes y una densidad poblacional de 147,75 personas por km².

## Geografía
Landmark se encuentra ubicado en las coordenadas 34°36′32″N 92°19′19″O / 34.60889, -92.32194. Según la Oficina del Censo de los Estados Unidos, Landmark tiene una superficie total de 24.06 km², de la cual 23.86 km² corresponden a tierra firme y (0.82%) 0.2 km² es agua.

## Demografía
Según el censo de 2010, había 3555 personas residiendo en Landmark. La densidad de población era de 147,75 hab./km². De los 3555 habitantes, Landmark estaba compuesto por el 79.41% blancos, el 13.53% eran afroamericanos, el 0.37% eran amerindios, el 0.82% eran asiáticos, el 0.03% eran isleños del Pacífico, el 3.12% eran de otras razas y el 2.73% pertenecían a dos o más razas. Del total de la población el 6.95% eran hispanos o latinos de cualquier raza.